# Ніколаус Гайльман
Ніколаус Гайльман (нім. Nikolaus Heilmann; 20 квітня 1903, Шлюхтерн — 30 січня 1945, Штеттін) — німецький воєначальник, бригадефюрер СС і генерал-майор військ СС. Кавалер Лицарського хреста Залізного хреста.

## Біографія
В 1920-х роках поступив на службу в охоронну поліцію. 1 травня 1939 року разом із іншими службовцями поліції вступив у СС. У складі Поліцейської дивізії СС брав участь у боях на радянсько-німецькому фронті. Займав штабні посади, в 1942 році — 1-й офіцер Генштабу (начальник Оперативного відділу) в штабі Поліцейської дивізії СС. 5 серпня 1943 року призначений начальником штабу 4-го танкового корпусу СС, 19 жовтня 1943 року — 6-го корпусу СС. З 17 лютого по 20 липня 1944 року — командир 15-ї латвійської добровольчої дивізії СС. З 20 липня по 5 серпня 1944 року тимчасово командував 4-м танковим корпусом СС до призначення Герберта Гілле. Одночасно з липня по 5 вересня 1944 року — командир 14-ї гренадерської дивізії військ СС. Після закінчення командних курсів у Гіршберзі призначений в 28-му добровольчу гренадерську дивізію СС «Валлонія». Загинув у бою.

## Звання
- Лейтенант поліції (1 квітня 1929)
- Оберлейтенант поліції (1 квітня 1932)
- Гауптштурмфюрер СС (1 травня 1939)
- Штурмбанфюрер СС і майор поліції (20 квітня 1941)
- Оберштурмбанфюрер СС і оберстлейтенант поліції (5 січня 1942)
- Оберштурмбанфюрер резерву СС (1 квітня 1942)
- Штандартенфюрер СС (21 червня 1943)
- Оберфюрер СС (11 лютого 1944)
- Бригадефюрер СС і генерал-майор військ СС (30 січня 1945; посмертно)

## Нагороди
- Медаль «За вислугу років у поліції» 3-го ступеня (8 років)
- Медаль «У пам'ять 13 березня 1938 року»
- Кільце «Мертва голова»
- Залізний хрест
  - 2-го класу (27 червня 1940)
  - 1-го класу (9 вересня 1941)
- Штурмовий піхотний знак в сріблі
- Нагрудний знак «За поранення» в чорному
- Німецький хрест в золоті (3 серпня 1942)
- Медаль «За зимову кампанію на Сході 1941/42» (18 серпня 1942)
- Лицарський хрест Залізного хреста (23 серпня 1944)